# Follo
Follo este o comună din provincia La Spezia, regiunea Liguria, Italia, cu o populație de 6.087 locuitori (1 ianuarie 2023) și o suprafață de 23,27 km².

## Demografie
Follo - evoluția demografică

|  | Graficele sunt indisponibile din cauza unor probleme tehnice. Mai multe informații se găsesc la Phabricator și la wiki-ul MediaWiki. |

Date: Recensăminte sau birourile de statistică - grafică realizată de Wikipedia